# José Feliciano
José Feliciano, (Lares, 1945. szeptember 10. –) hétszeres Grammy-díjas Puerto Ricó-i énekes, gitáros. Pályafutása során több mint 50 albumot adott ki angol és spanyol nyelven világszerte.

## Pályafutása
José Feliciano egy farmer fiaként született. Van egy bátyja és kilenc fiatalabb testvére. Örökletes glaukómája miatt születése óta vak.
Családjával ötéves korában a New Yorkba, a Harlembe költöztek. Kilencévesen már a Teatro Puerto Ricoban játszott. Akkor már különféle hangszereken játszott, így harmonikán is, de leginkább a gitár iránt érdeklődött. Hogy ne zavarják, sokszor napi 14 órára bezárkózott a szobájába, és az 1950-es évek rockzenéjét hallgatta. Tizenhét évesen otthagyta az iskolát, hogy klubokban szerepeljen eltartani családját. Ugyanebben az évben Detroitban profi szerződéshez jutott.
1966-ban Mar del Platába ment fellépni egy fesztiválon. Ott fedezte fel Felicianót az RCA Victor lemezkiadó. Egy spanyol nyelvű lemezt akartak vele felvenni. Feliciano bolerot javasolt. Két sikeres slágere született, a „Poquita Fe” (Little Confidence) és az „Usté” (You).
Két újabb sikeres felvétel után Feliciano nagy hírnevet szerzett Latin-Amerikában. Annak érdekében, hogy az Egyesült Államokban is híressé váljon, Los Angelesbe költözött, ahol megkomponálta a mára karácsonyi klasszikussá vált „Feliz Navidad” (Merry Christmas) című dalt, valamint a The Doors „Light My Fire” című dalának saját verzióját. Ez a két  darab azonnal sikeres lett, és több millió lemez kelt belőlük el.
A vietnami háború elleni tiltakozás csúcspontján, 1968-ban Felicianonak lehetősége volt elénekelni a nemzeti himnuszt a League Baseball döntőjén. A nagyon személyes, lassú latin dzsessz verzió nagyon ellentmondásos volt. Egyesek hazafiatlannak nevezték előadását, sőt Feliciano kiutasítását is szorgalmazták. Mások megértették előadásának érzelmeit és őszinteségét, és az ellenmozgalom hősévé vált. A felvétel kislemezként jelent meg, és a Billboard top 50-ébe került.
Feliciano azon kevés énekesek egyike, akinek sikerült sikereket elérnie mind a spanyol zenével, mind az angol rock and rollal. 1987-ben csillagot kapott a hollywoodi Hírességek sétányán. 2018-ban egy folyóparti utat neveztek el róla Leobersdorfban, Ausztriában, ahol Feliciano 2015 óta családjával él. Fogadott szülőföldjének már 1988-ban „emlékművet” állított a The Sound of Vienna című dalával. 2011-ben kávéházat nyitott Bécsben, ahol saját kávémárkáját, a Cafe Don Felicianot szolgálják fel.
José Felicianonak volt egy házasságon kívüli fia, aki néhány héttel a születése után meghalt. Egy lánya és két fia van.

## Albumok

### Angol/nemzetközi
- 1964: The Voice and Guitar of Jose Feliciano
- 1965: Fantastic Feliciano
- 1966: A Bag Full of Soul
- 1968: Feliciano!
- 1968: Souled
- 1969: Feliciano: 10 - 23
- 1969: Alive Alive-O!
- 1970: Fireworks
- 1970: Christmas Album
- 1971: Encore!
- 1971: Ché Sara
- 1971: That the Spirit Needs
- 1972: Sings
- 1972: Memphis Menu
- 1973: Compartments
- 1973: Peter Stuyvesant presents José Feliciano in concert with the London Symphony Orchestra
- 1974: For My Love, Mother Music
- 1974: And The Feeling’s Good
- 1975: Just Wanna Rock and Roll
- 1976: Angela
- 1977: Sweet Soul Music
- 1981: Jose Feliciano
- 1983: Romance In The Night
- 1988: VSOP, Jose Feliciano & Bécsi Filharmónikusok
- 1989: I’m Never Gonna Change
- 1990: Steppin’ Out
- 1996: Present Tense
- 1996: On Second Thought
- 2000: The Season Of your Heart
- 2006: Six String Lady (the instrumental album)
- 2007: The Soundtrax Of My Life
- 2009: Djangoisms (the instrumental album to Django Reinhardt)
- 2009: American Classics

### Spanyolul
- 1966: El sentimiento: La voz y la guitarra
- 1966: La copa rota
- 1967: Sombra
- 1967: ¡El fantástico!
- 1967: Mas éxitos de José
- 1968: Felicidades con lo mejor de José Feliciano
- 1968: Sin luz
- 1971: En mi soledad: No llores
- 1971: José Feliciano dos cruces
- 1971: José Feliciano January 71
- 1971: José Feliciano canta otra
- 1982: Escenas de amor
- 1983: Me enamoré
- 1984: Como tú quieres
- 1985: Ya soy tuyo
- 1986: Te amaré
- 1987: Tu inmenso amor
- 1990: Niña
- 1992: Latin Street '92
- 1996: Americano
- 1998: Señor Bolero (US: Doppelplatin)
- 2001: Señor Bolero 2
- 2003: Guitarra mía: Tribute
- 2005: A México, con amor
- 2006: José Feliciano y amigos (US: Gold (Latin)

## Filmek

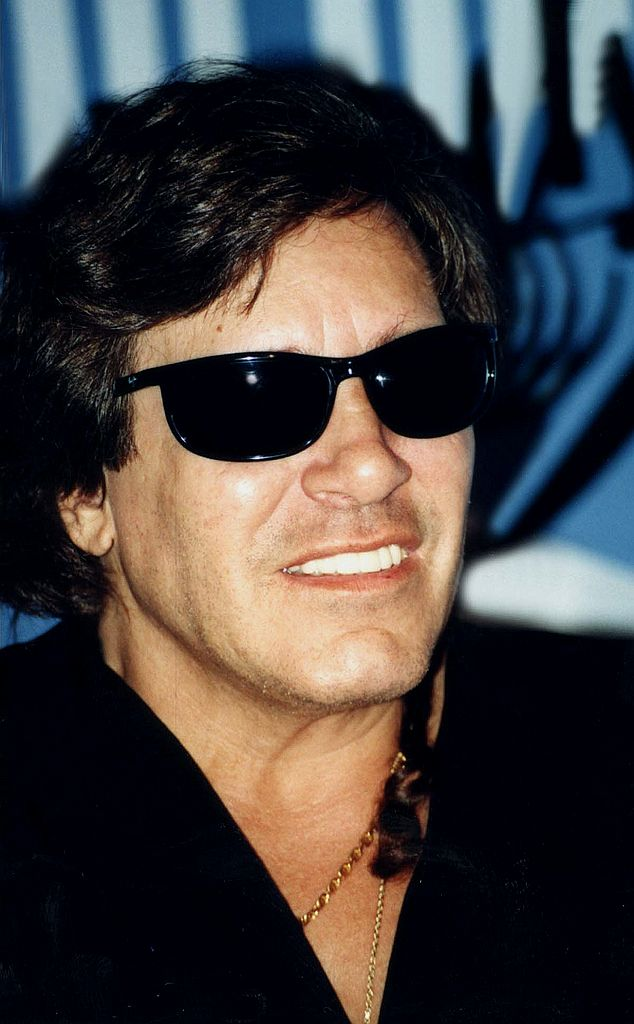
1998-ban

José Feliciano szerepelt a Coen testvérek Oscar-díjas „Fargo” című filmjében, saját magát alakítva.

## Díjak
- 1968-ban elnyerte a Grammy-díjat „Az év legjobb új előadója” kategóriában. Összesen kilenc Grammy-díja van.
- 1975: Feliciano David Carradine-nel és Cannonball Adderley-vel együtt szerepelt a Kung Fu című amerikai televíziós sorozat 55. epizódjában.
- 1987: Hollywood Walk of Fame
- 1995: Felicianót kitüntette a New York-i kormány: a 155. számú Public Schoolt „José Feliciano Performing Arts School” névre keresztelte.
- 2023: Nemzeti Művészeti Érmet (National Arts Awards)

## Fordítás
Ez a szócikk részben vagy egészben  a   José Feliciano című német Wikipédia-szócikk ezen változatának fordításán alapul.  Az eredeti cikk szerkesztőit annak laptörténete sorolja fel. Ez a jelzés csupán a megfogalmazás eredetét és a szerzői jogokat jelzi, nem szolgál a cikkben szereplő információk forrásmegjelöléseként.